# Martinus J.G. Veltman
Martinus J. G. Veltman (Waalwijk, 27 juny 1931 - Bilthoven, 4 gener 2021) va ser un físic i professor universitari neerlandès guardonat amb el Premi Nobel de Física l'any 1999.

## Biografia
Va néixer el 27 de juny de 1931 a la ciutat neerlandesa de Waalwijk, situada a la província del Brabant del Nord. Després de llicenciar-se en física a la Universitat d'Utrecht fou professor d'aquesta entre 1966 i 1981, moment en el qual passà a ser professor a la Universitat de Michigan, càrrec que ocupà fins al 1996.

## Recerca científica
Després de formar part de l'equip investigador del CERN, a partir de la dècada del 1970 i al costat de Gerardus 't Hooft va desenvolupar un model matemàtic que va permetre els científics predir les característiques de les partícules subatòmiques que constitueixen l'univers i de les forces fonamentals, anomenades interaccions electrofebles, a través de les quals s'obren recíprocament.
L'any 1999 fou guardonat amb el Premi Nobel de Física, juntament amb el seu compatriota 't Hooft, per aclarir l'estructura quàntica de la Interacció electrofeble.

## Reconeixements
En honor seu s'anomenà l'asteroide (9492) Veltman descobert el 25 de març de 1971 per Cornelis Johannes van Houten, Ingrid van Houten-Groeneveld i Tom Gehrels.